# نادي فيتيبسك
نادي فيتيبسك لكرة القدم (بالبيلاروسية: Футбольны клуб Віцебск) نادي كرة قدم بيلاروسي يلعب في الدوري البيلاروسي الممتاز. تم تأسيس النادي في عام 1960.

## روابط خارجية
- FC Vitebsk